# KZ Auschwitz I (Stammlager)

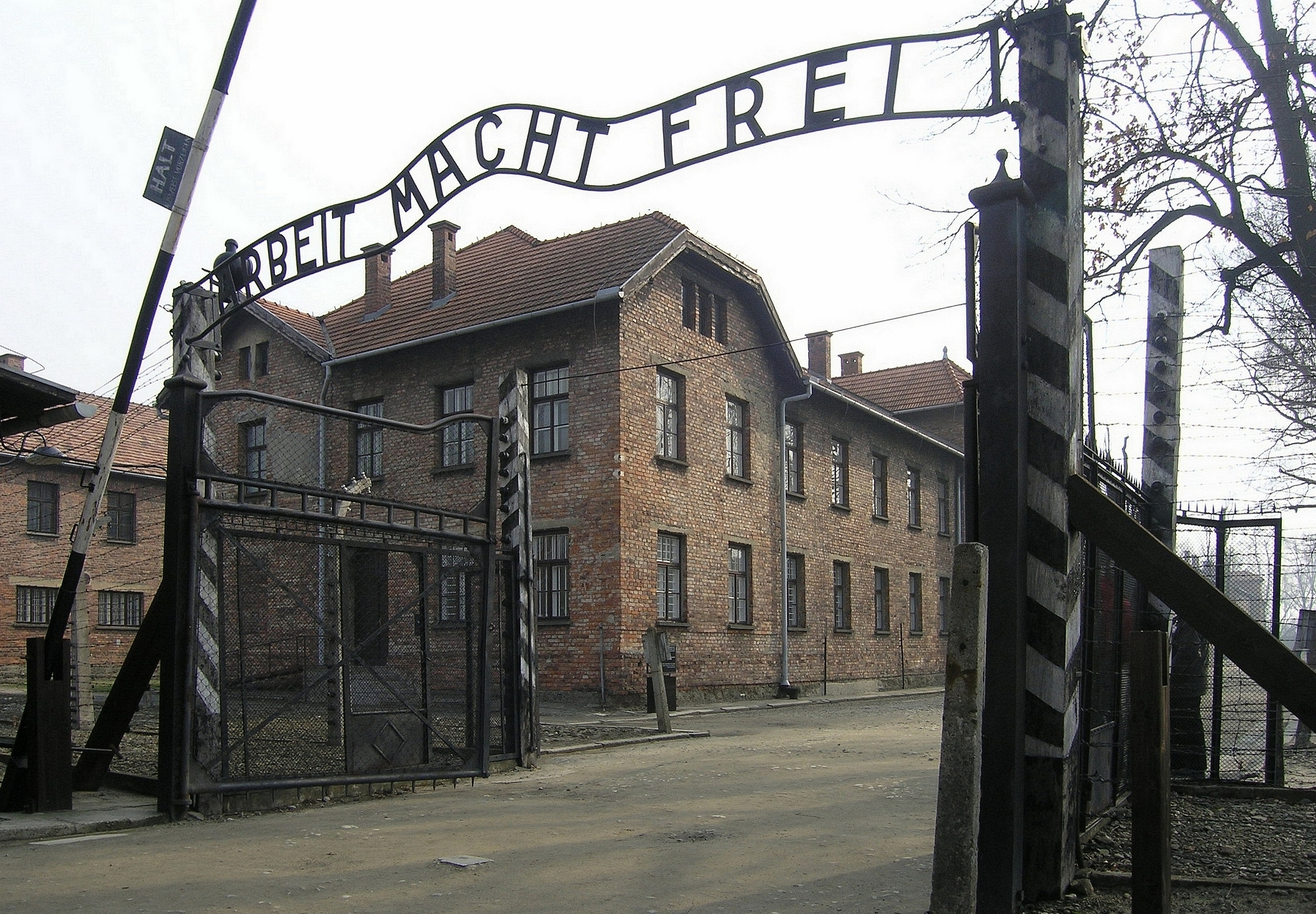
Der Eingang mit dem Schriftzug „Arbeit macht frei“. Der polnische Häftling Jan Liwacz schmiedete aus Protest das B unbemerkt verkehrt herum.

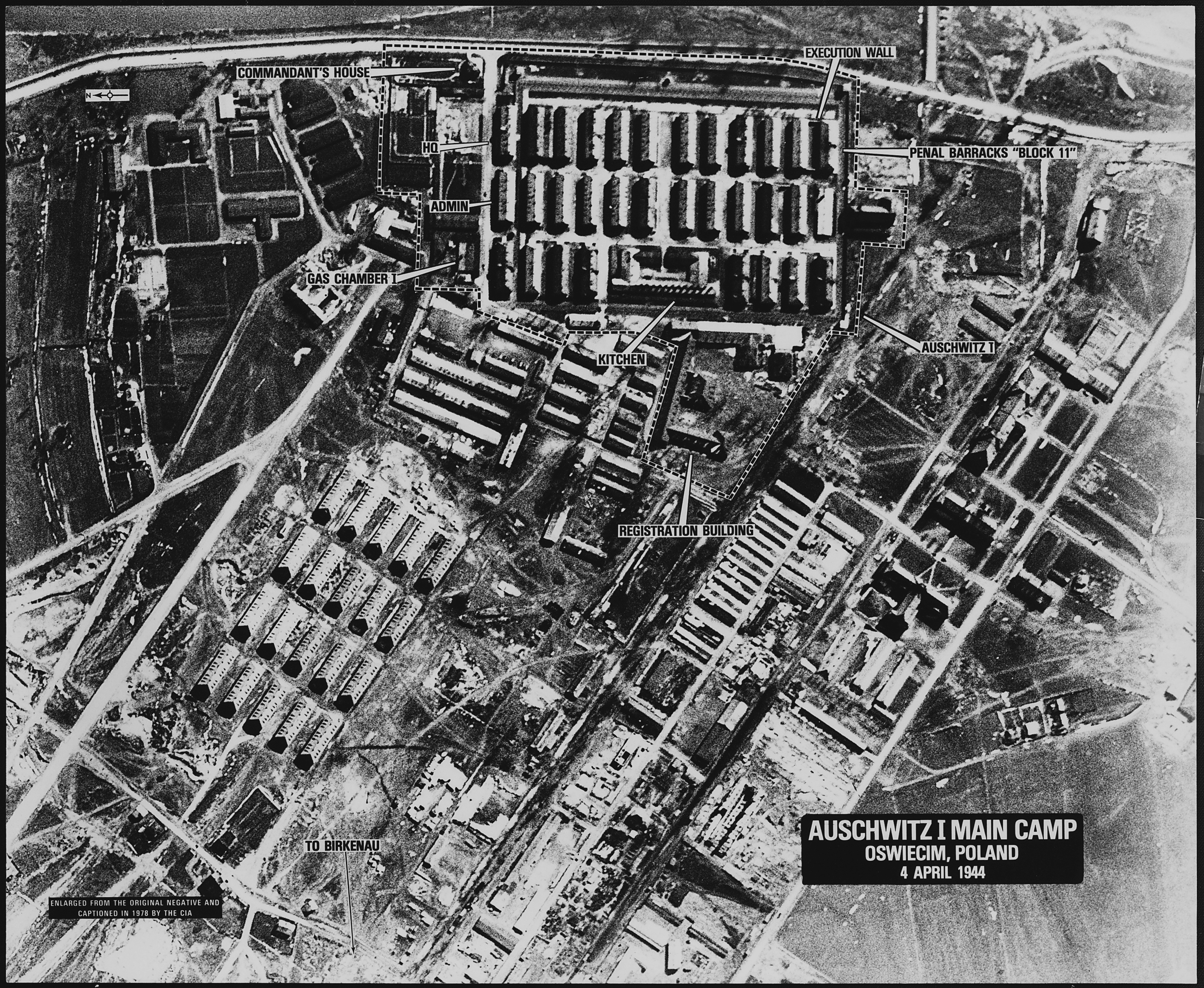
US-Luftaufnahme vom 4. April 1944

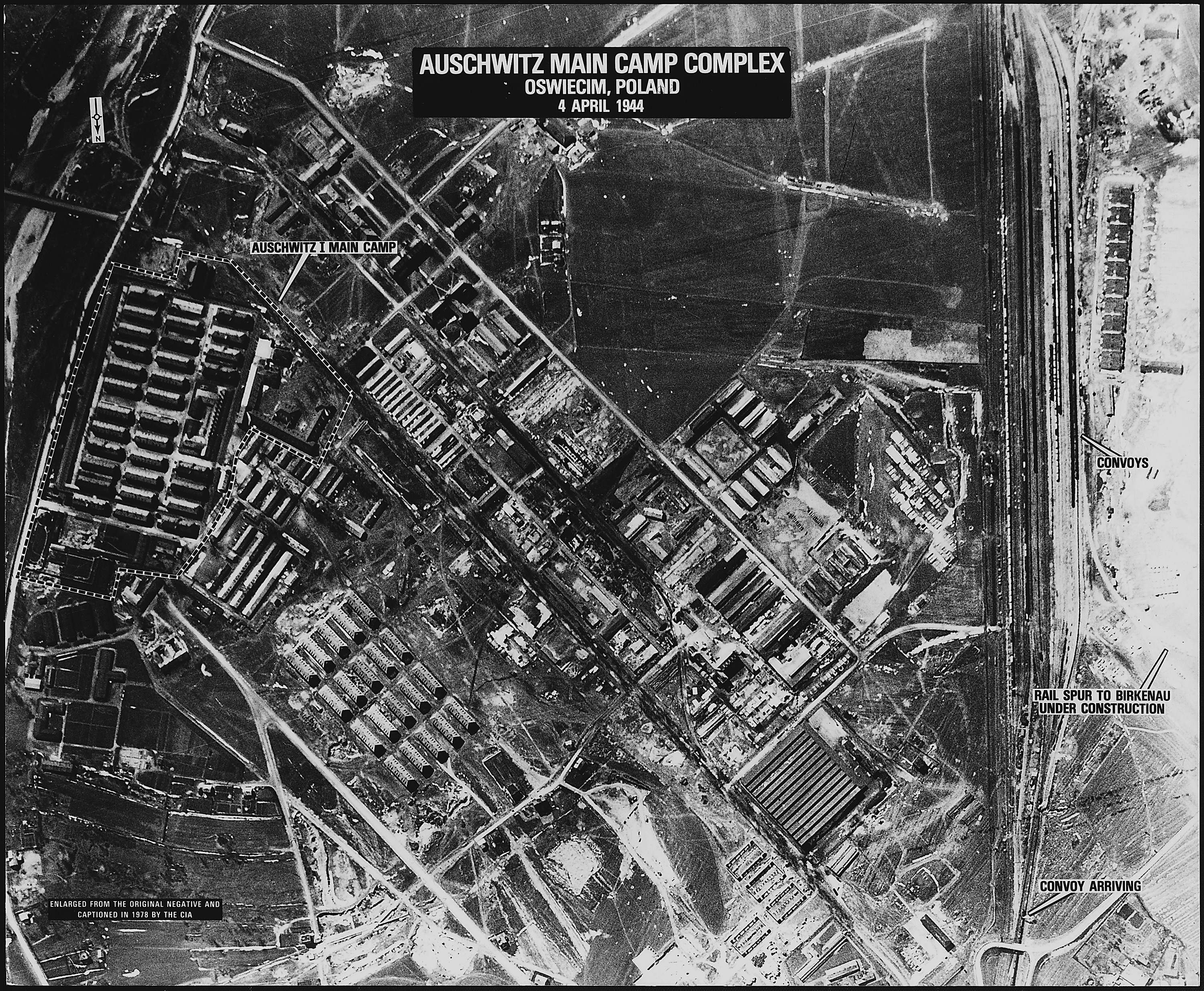
US-Luftaufnahme vom 4. April 1944

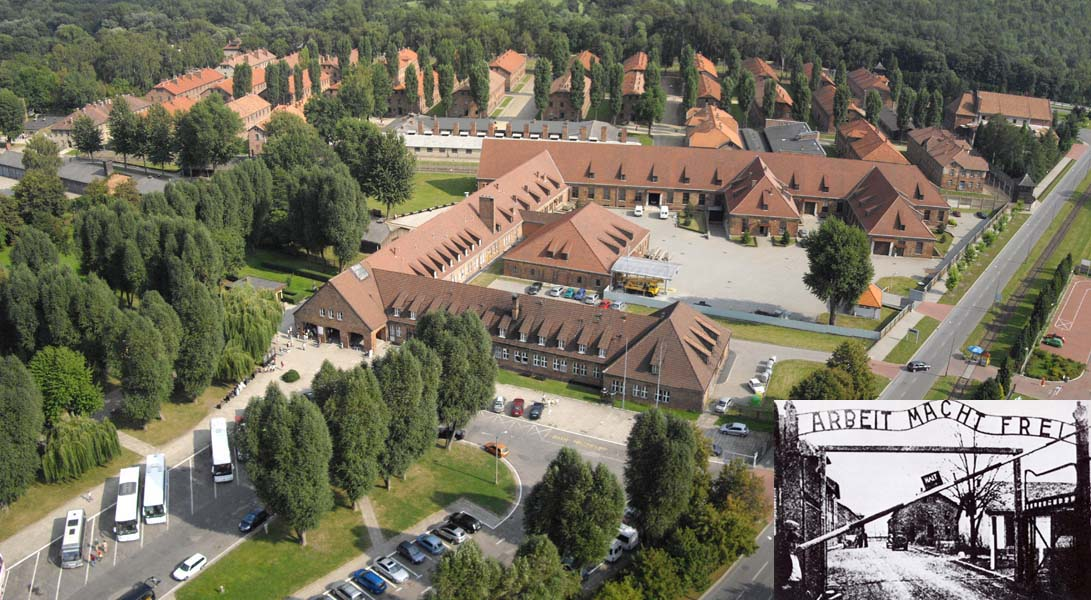
Luftaufnahme Museum Auschwitz (Stammlager) (2009)

Das deutsche Konzentrationslager Auschwitz I gehörte als Stammlager neben dem Vernichtungslager KZ Auschwitz II–Birkenau und dem KZ Auschwitz III–Monowitz zum Lagerkomplex Auschwitz und war eines der großen NS-Konzentrationslager. Es befand sich zwischen Mai 1940 und Januar 1945 nach der Besetzung Polens im annektierten südpolnischen Gebiet des deutsch umbenannten Landkreises Bielitz am südwestlichen Rand der nun deutsch benannten Kleinstadt Auschwitz (polnisch Oświęcim).
Teile des Lagers gehören seit 1947 zum staatlichen polnischen Museum und Gedenkstätte. Seit dem 27. Juni 2007 trägt der größte Teil des ehemaligen Konzentrationslagers Auschwitz der SS in der Liste des UNESCO-Weltkulturerbes insgesamt die offizielle Bezeichnung Auschwitz-Birkenau – deutsches nationalsozialistisches Konzentrations- und Vernichtungslager. Die SS-interne Abkürzung in der Zeit des Nationalsozialismus lautete K. L. Auschwitz (KL = Konzentrationslager). Die Nummerierung der Teillager wurde vor allem in der Nachkriegszeit zur eindeutigen Unterscheidung der drei verschiedenen Teile des Konzentrationslagers Auschwitz verwendet. Zeitweise waren sie verwaltungsintern die Kürzel für die drei Stammlager.

## Geographische Lage
Die Reste des Konzentrationslagers befinden sich in Südpolen bei der Stadt Oświęcim. Das KZ-Stammlager Auschwitz (später Auschwitz I) wurde am Westrand der Stadt Oświęcim, jenseits des Flusses Sola in und bei einer ehemaligen polnischen Kaserne errichtet. Bekannt ist der über dem Haupttor dieses Lagerteils angebrachte zynische Schriftzug Arbeit macht frei.
Die Anbindung des Bahnhofs von „Auschwitz“ an den internationalen Schienenverkehr nach Norden war und ist über eine Strecke in die Richtungen Warschau und Breslau (bzw. weiter nach Berlin und Westen), nach Süden in die Richtungen Prag, Budapest, Wien und Bratislava, gegeben. Zwei Strecken führten in östlicher Richtung nach Krakau (dort über Przemyśl weiter in die UdSSR, Ukraine). Diese Gleisverbindungen erleichterten den Antransport von immer neuen Gefangenenzügen aus Polen, der UdSSR, Deutschland und dem übrigen zeitweise besetzten Europa. 

## Planung des Lagers

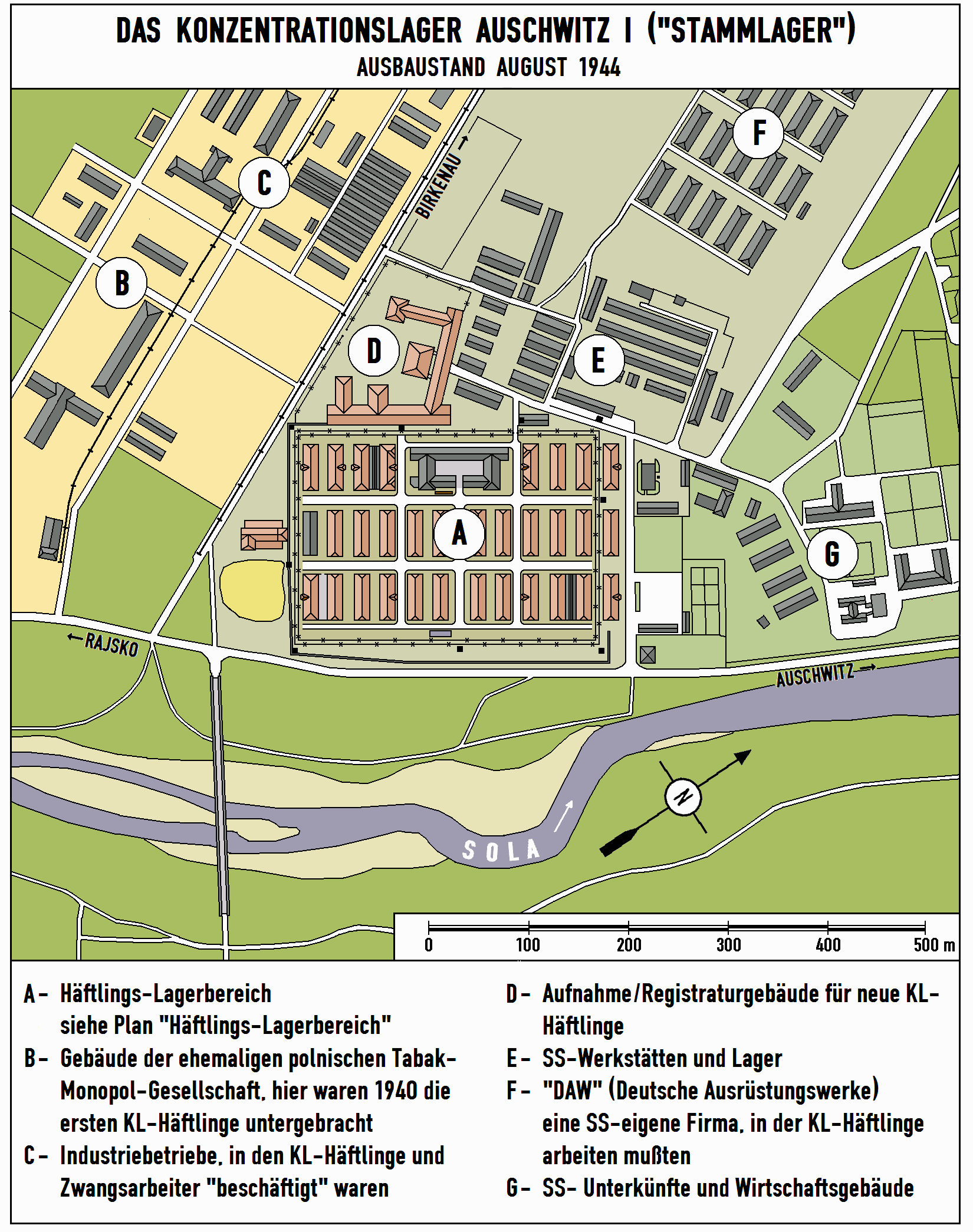
KZ Auschwitz I, Übersicht

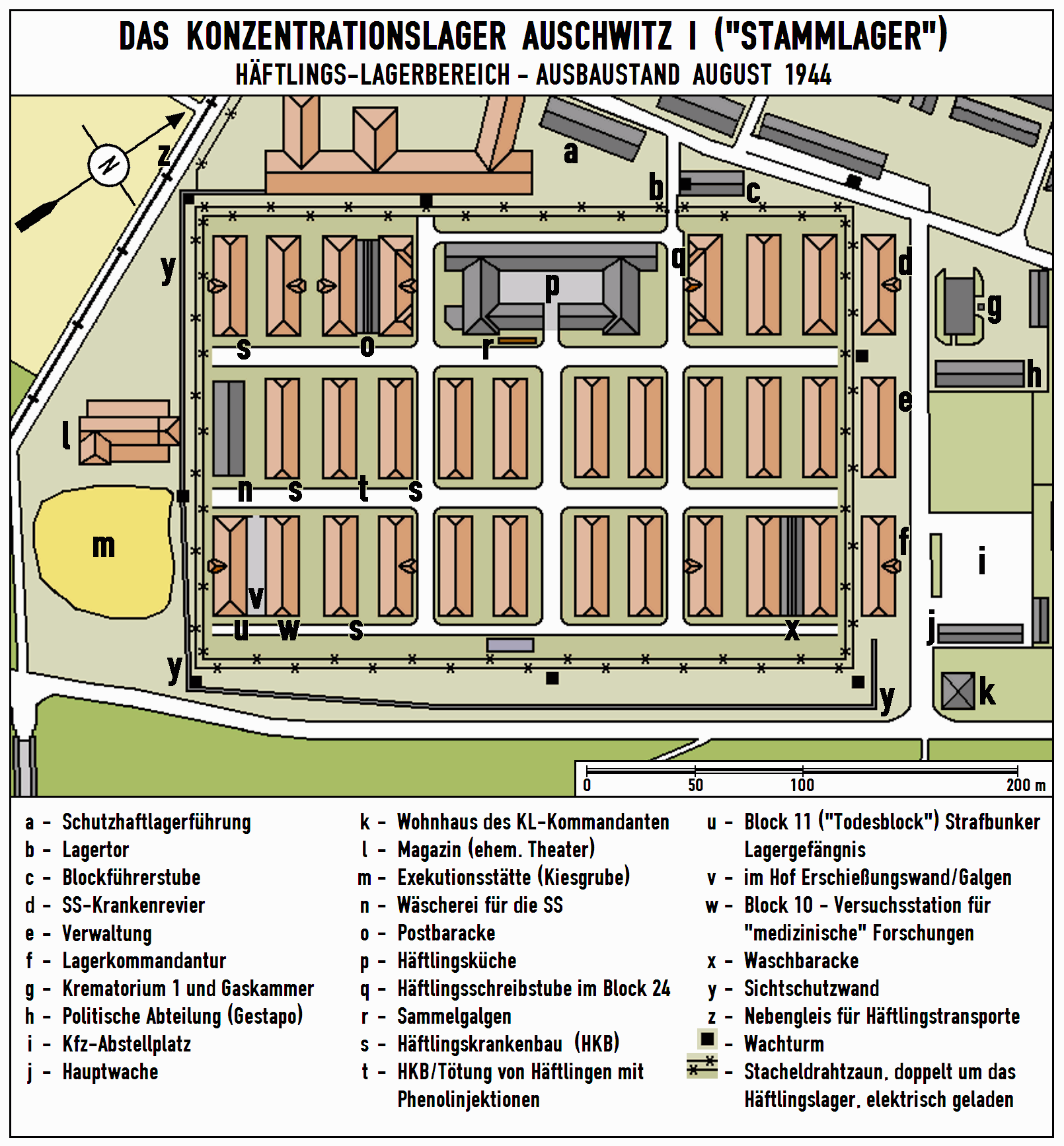
KZ Auschwitz I/Häftlings-Lagerbereich

Nach dem Überfall auf Polen 1939 verschleppten die deutschen Besatzer zunehmend jüdische Polen im Zuge ihrer Germanisierungspolitik in ein Barackenlager, das die Stadt Auschwitz 1916 für „Sachsengänger“ genannte Erntehelfer errichtet hatte. Laut Aussagen des polnischen Untersuchungsrichters Jan Sehn, der nach dem Krieg die Ermittlungen gegen den ersten Kommandanten Rudolf Höß leitete, war es der SS-Oberführer und Inspekteur der Sicherheitspolizei und des SD in Breslau Arpad Wigand, der zu dieser Zeit, also gegen Ende des Jahres 1939, zum Bau eines Konzentrationslagers in Auschwitz anregte.
Am 1. Februar 1940 erteilte der Reichsführer SS Heinrich Himmler dem Inspekteur der Konzentrationslager Richard Glücks die Weisung, im Altreich und in den besetzten Ostgebieten geeignete Gebäudekomplexe, Gefängnisse und Lager auf deren Verwendungsmöglichkeiten als Konzentrationslager zu prüfen. In der Weisung Himmlers wurde Auschwitz auch namentlich genannt. Drei Wochen später, am 21. Februar 1940, erstattete Glücks Bericht. In Bezug auf die Eignung von Auschwitz als Konzentrationslager erklärte er:
„Auschwitz, eine ehemalige polnische Artilleriekaserne (Stein- und Holzgebäude) ist nach Abstellung einiger sanitärer und baulicher Mängel als Quarantänelager geeignet. [...] Die noch notwendigen baulichen und hygienischen Untersuchungen in Auschwitz werden z. Z. durchgeführt. Wenn die vom Chef der Sicherheitspolizei veranlaßten Verhandlungen auf Überlassung des Lagers von der Wehrmacht – es befindet sich, wie bereits gemeldet, noch eine Baukompanie im Lager – zum Abschluß gekommen sind, wird sofort die Instandsetzung als Quarantänelager von mir durchgeführt werden. Die notwendigen Vorbereitungen habe ich hierzu bereits getroffen.“
Eine von Höß geleitete Kommission führte nach den ersten Arbeiten am 17. und 18. April eine weitere Inspektion durch, wobei die Kaserne und das umliegende Gebiet zusammen mit den Gebäuden der ehemaligen polnischen Tabakmonopolgesellschaft erneut als geeignet deklariert wurden – trotz der nachträglich geäußerten Meinung von Höß, dass es sich dabei zwar um einen „gebäudemäßig gut erhaltenen, aber vollständig verwahrlosten und von Ungeziefer wimmelnden Komplex“ handelte. In der Folge erteilte Himmler am 27. April 1940 den Befehl, in Auschwitz eine als Durchgangslager konzipierte Anlage zu errichten. Höß wurde darauffolgend am 4. Mai offiziell als Lagerkommandant bestätigt.
In der Folge errichteten die deutschen Besatzer noch im Frühjahr des gleichen Jahres aus den ursprünglichen Unterkünften für die Saisonarbeiter das Konzentrationslager, um in einer so genannten polnischen Phase des deutschen Konzentrationslagers bis Mitte 1942 zunächst polnische Regimegegner zu internieren und als Zwangsarbeiter einzusetzen.
Ursprünglich war das KZ Auschwitz wegen seiner „günstigen verkehrstechnischen Lage“ als Quarantäne- und Durchgangslager für verhaftete polnische Staatsangehörige aus Oberschlesien geplant, die als Zwangsarbeiter nach Deutschland verschleppt werden sollten. Da es in der Nähe Sand- und Kiesgruben gab, wurde der Standort auch als SS-Wirtschaftsbetrieb interessant. Durch Zwangsumsiedlung (Räumung) ließ Heinrich Himmler dafür eine Sicherheitszone von 20 Quadratkilometern von Polen freimachen, auf der ein landwirtschaftliches Mustergut für Zuchtvieh und Saatgut entstehen sollte.
Pläne für die Errichtung eigener Rüstungsbetriebe stießen innerhalb des Machtapparates auf Widerspruch. Die SS übernahm aber Reparaturaufträge für die Wehrmacht und vermietete „ihre“ Häftlinge an Privatunternehmen, die sie als Zwangsarbeiter in zahlreichen Nebenlagern und Außenkommandos einsetzten.
An der Planung war auch der Vorstand der I.G. Farben, hier besonders das Vorstandsmitglied Otto Ambros, beteiligt, der einen geeigneten Standort für die Buna-Produktion suchte und bereits im Laufe des Jahres 1940 erkannte, dass Auschwitz über genügend geeignetes Gelände verfügte und dass die notwendigen Rohstoffe, Wasser, Kalk, Salz und Kohle in der Nähe von Auschwitz in großen Mengen vorhanden waren. Im Dezember 1940 besichtigte Ambros den in Frage kommenden Bereich. Am 1. März 1941 trafen Himmler und eine Abordnung der I.G. Farben zu einer Besprechung und Ortsbesichtigung in „Auschwitz“ zusammen und am 7. April 1941 fand in Kattowitz die Gründungssitzung des Buna-Werkes statt. An dieses Werk wurde, zusammen für andere Produktionsstätten der I.G. Farben, das spätere KZ Auschwitz III–Monowitz angegliedert (im Südosten des Werkbereichs).

## Aufbau und Ausbau
Auschwitz I wurde im Mai 1940 entgegen der ersten Planung nicht als Durchgangslager, sondern als Konzentrations- und Arbeitslager eingerichtet. Für die ersten Bauarbeiten wurden 300 Juden aus Oświęcim als Zwangsarbeiter herangezogen. 39 polnische Häftlinge aus dem reichsdeutschen Konzentrationslager Dachau vervollständigten den Bautrupp. Der erste Häftlingstransport erreichte Auschwitz I am 20. Mai 1940. Dieser durch den SS-Hauptscharführer Gerhard Palitzsch begleitete Transport aus dem KZ Sachsenhausen bestand aus reichsdeutschen Strafgefangenen, die als Funktionshäftlinge Aufsichts- und Kontrollfunktionen übernehmen sollten (Häftlingsnummern 1–30). Am 14. Juni 1940 folgte dann der nächste Transport mit 728 polnischen politischen Gefangenen aus Tarnów (Häftlingsnummern 31–759). Auch von den überwiegend christlichen Gefangenen dieses Transports überlebten nur etwa 200 den Zweiten Weltkrieg. In diesem Transport befand sich auch Wiesław Kielar (Häftlingsnummer 290), der später über seinen fünfjährigen Aufenthalt in Auschwitz umfassend Zeugnis ablegte.

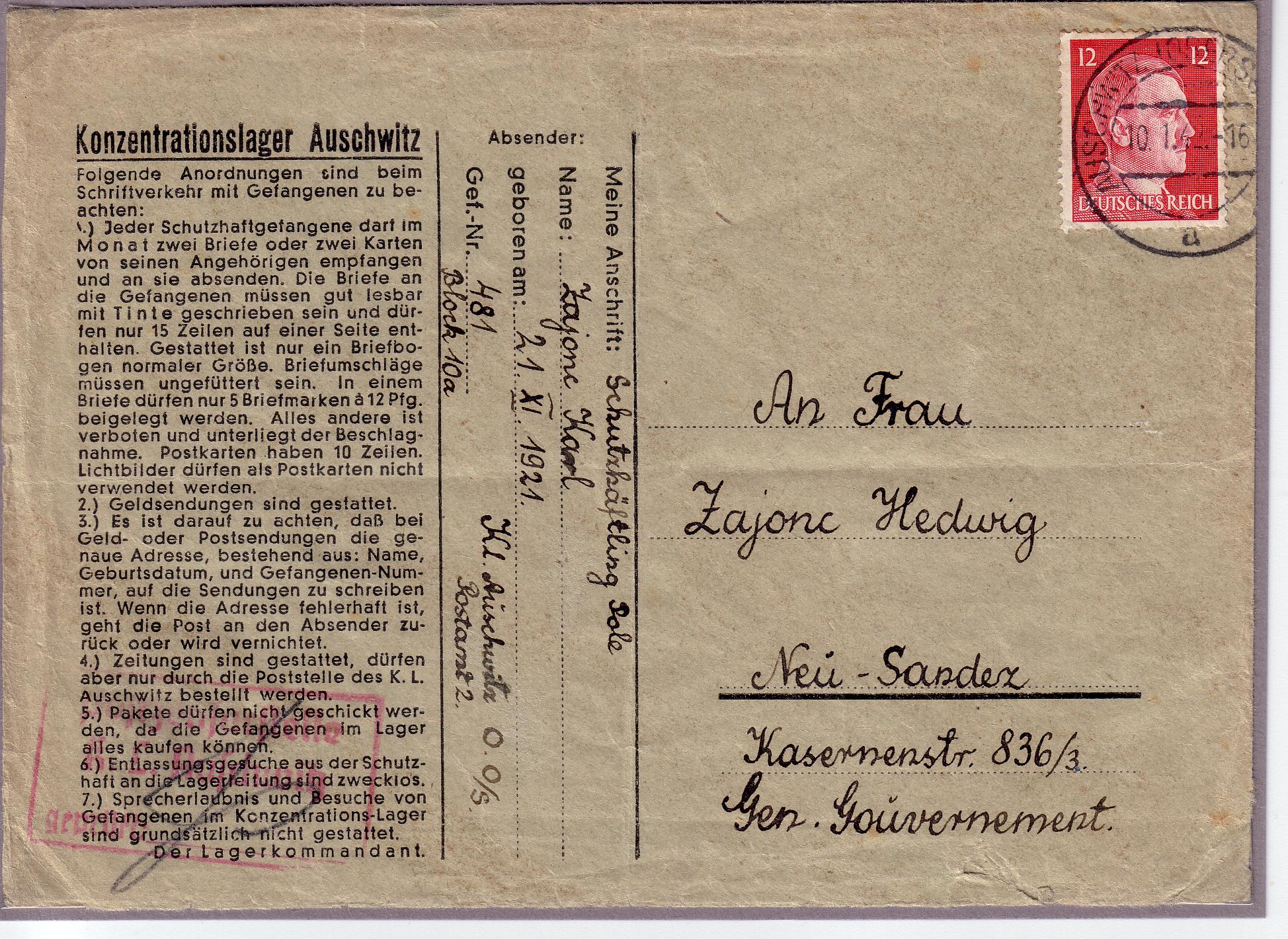
Mit dem ersten Transport von 728 Polen aus Tarnow am 14. Juni 1940 traf Karol Zając (Häftlingsnummer 481) ein. Für polnische Gefangene waren grüne Vordruckumschläge vorgeschrieben.

Alte polnische Armeekasernen, die teils von einer Mauer umgeben waren, boten sich für den Verwendungszweck als Konzentrations- und Arbeitslager an. 18 Backsteingebäude wurden zum Teil aufgestockt und ein Krankenbau sowie ein Lagergefängnis hergerichtet, das ab August 1941 als Block 11 bezeichnet wurde. Wachtürme und Drahtverhaue wurden hinzugebaut. Außerhalb lagen zwei Gebäude für Verwaltung und zur Unterbringung der Wachmannschaft sowie ein Krematorium, das in einem von Erdmassen abgeschirmten ehemaligen Munitionsbunker eingerichtet wurde.
Dieses Kerngebiet wurde von 1942 bis 1944 durch zahlreiche Bauten für Verwaltung, Lagerhallen und Werkstätten sowie 20 Häftlingsunterkünfte flächenmäßig vervierfacht. Der ehemalige Haupteingang zum Lager mit dem zynischen Motto „Arbeit macht frei“ befand sich seit 1942 innerhalb des vergrößerten Lagerbereichs. Der Schriftzug war etwa ein halbes Jahr nach der Gründung des KZ im Juni 1940 auf deutschen Befehl von polnischen Häftlingen angefertigt worden. 2009 wurde die Inschrift durch den schwedischen Neonazi Anders Högström und zwei Komplizen gestohlen. Der Diebstahl der Inschrift führte zu einer international beachteten Suche der polnischen Polizei nach den Tätern, ein polnisches Gericht verurteilte Högström im Dezember 2010 zu einer Haftstrafe von zwei Jahren und acht Monaten, die er in Polen und Schweden verbüßte.
Außerhalb des durch die Flüsse Sola und Weichsel umgrenzten Interessengebiets KL Auschwitz mit ca. 40 Quadratkilometern Fläche wurden weitere 39 Nebenlager errichtet. Diese Nebenlager wurden uneinheitlich als Arbeitslager, Außenlager, Zweiglager oder Außenkommando bezeichnet. Die polnische Bevölkerung wurde nach und nach aus dem Interessengebiet vertrieben. Das Interessengebiet war somit von der Umgebung abgeschnitten und gut kontrollierbar. Viele Fluchtversuche von Häftlingen sind aufgrund dieser für sie nicht erkennbaren tiefen Staffelung des gesamten Komplexes gescheitert.
Innerhalb des Interessensgebietes befanden sich die Nebenlager (oder Außenlager) der sechs Landwirtschaftsbetriebe des KZ Auschwitz, unter anderem
- Plawy (Landwirtschaft, Fischzucht)
- Harmense (Landwirtschaft, Geflügel-, Kaninchen- und Fischzucht)
- Rajsko (SS-Hygieneinstitut, Pflanzenzuchtversuchsstation)
- Budy (Landwirtschaft, Fischzucht)

## Verwaltung
Das Wirtschafts- und Verwaltungshauptamt (WVHA) der SS, mit Hauptsitz in Oranienburg bei Berlin, steuerte mit Wirkung vom 16. März 1942 die Konzentrationslager und verwaltete die großteils dazugehörigen SS-eigenen Industrie-, Gewerbe- und Landwirtschaftsbetriebe wie ein gewinnorientiertes Unternehmen.
Bereits im März 1941 ordnete Himmler eine Vergrößerung des Lagers Auschwitz an. Im Oktober begann der Bau des Vernichtungslagers Auschwitz II–Birkenau, das nach ursprünglicher Planung 100.000 Kriegsgefangene fassen sollte. Wie andere Lager bestand auch das KZ Auschwitz schließlich aus mehreren Teilen:
- KZ Auschwitz I (Stammlager) ab Mai 1940
- KZ Auschwitz II–Birkenau ab Oktober 1941. Dort fanden ab 1942 die fabrikmäßigen Massentötungen mit Giftgas statt.
- KZ Auschwitz III–Monowitz im Ort Monowitz. Zunächst Ende 1942 unter der Bezeichnung Buna-Lager als Nebenlager von Auschwitz eingerichtet, war es zeitweilig organisatorisch eigenständiges Zwangsarbeitslager für verschiedene Industrieansiedlungen. Die „Eigenständigkeit“ bezieht sich auf die SS-Strukturen innerhalb der drei Hauptlager in Oświęcim aber natürlich nicht gegenüber dem Wirtschafts- und Verwaltungshauptamt (WVHA, der IKL) der SS-Zentrale.

## Häftlinge

### Herkunft und Haftgründe
Beginnend mit dem ersten Transport von 728 Häftlingen aus dem Gefängnis in Tarnów am 14. Juni 1940 wurden in den ersten Monaten seiner Existenz vorwiegend polnische Gefangene im Konzentrationslager Auschwitz interniert. Es handelte sich dabei unter anderem um Soldaten, die versucht hatten, die in Frankreich stationierten polnischen Truppen zu erreichen, aber auch um polnische Intellektuelle und Oppositionelle, die im Frühling des gleichen Jahres während der „Außerordentlichen Befriedungsaktion“, kurz AB-Aktion, gefangen genommen worden waren. Polnische, nichtjüdische Gefangene bildeten in der folgenden Zeit bis zum Herbst des Jahres 1941 das Hauptkontingent der KZ-Häftlinge.
Ende Januar 1942 war die Zahl der Inhaftierten im Stammlager auf 12.754 angewachsen. Unter ihnen befanden sich 1.305 sowjetische Kriegsgefangene. Gemäß noch vorliegender Unterlagen waren bis zu diesem Zeitpunkt insgesamt 36.285 Personen, darunter 9.997 registrierte sowjetische Kriegsgefangene, in das Lager eingeliefert worden. 1453 Häftlinge waren nach ihrer Internierung in andere Lager transportiert worden. Nur 5 Gefangenen war die Flucht gelungen. 22.320 Menschen hatten zu diesem Zeitpunkt in Auschwitz bereits den Tod gefunden.
Am 26. März 1942 erreichte der erste Transport mit 999 weiblichen Gefangenen aus dem KZ Ravensbrück das Stammlager in Auschwitz. Zwei Tage später, am 28. März, folgte ein weiterer Transport mit 798 slowakischen Jüdinnen. Bei diesen Deportationen handelte es sich um die ersten registrierten geschlossenen Transporte von Juden, die auf Anordnung des Judenreferats IV B 4 im Reichssicherheitshauptamt nach Auschwitz durchgeführt worden waren. Ende 1944 wurden 6000 Frauen aus Auschwitz-Birkenau in die Erweiterungsbauten des Stammlagers überführt.
1944 wurde mit rund 18.500 eine Höchstzahl der Häftlinge im Stammlager ermittelt. Sowjetische Kriegsgefangene gab es im Stammlager von Oktober 1941 bis Mai 1942.

### Aufnahmeprozedur
Als „Zugänge“ mussten die Häftlinge im Block 26 des Stammlagers (ab 1944 in einem neu errichteten Gebäudekomplex) ihre Privatsachen abliefern. Die Häftlinge wurden geduscht, geschoren, fotografiert und registriert; ab 1942 wurde ihnen meist auf dem linken Unterarm die Häftlingsnummer aus einer der sechs Nummernserien eintätowiert. Sie erhielten Holzpantinen und gestreifte Häftlingsanzüge, auf denen sie durch Winkel als politischer Schutzhäftling, jüdischer Schutzhäftling, Krimineller, Asozialer, Emigrant, Zigeuner, Zeuge Jehovas (Bibelforscher) oder Homosexueller gekennzeichnet wurden. In den letzten Kriegsjahren mangelte es an KZ-Häftlingskleidung, so dass innerhalb des Lagers auch umgearbeitete Zivilkleidung getragen wurde.

### Bekannte Gefangene und Opfer
Dieser Artikel nennt namentlich eine Vielzahl von Häftlingen, darunter auch zahlreiche öffentlich bereits früher bekannte Personen, zum Teil aufgelistet nach Funktionshäftlingen, Angehörigen des Sonderkommandos an den Krematorien, aus Politik oder Sport, Schriftsteller, Journalisten, Schauspieler, Künstler und Geistliche.

## Tötung und Vernichtung
Unter den Inhaftierten war die Sterblichkeit sehr groß. Ursachen waren Unterernährung, mangelhafte Hygiene, Krankheiten (z. B. Fleckfieber, Typhus oder Durchfallerkrankungen), Schwerstarbeit und Misshandlungen. In der ersten Periode seines Bestehens von Juli 1940 bis März 1941 verstarben im Stammlager mindestens 2500 Häftlinge. Zwischen März 1941 bis Januar 1942 starben beim Ausbau des Stammlagers, beim Bau von Buna und bei Errichtung des Lagers in Birkenau rund 18.000 Häftlinge des Stammlagers. Nach Schätzungen sind im Stammlager insgesamt 60.000 bis 70.000 Menschen ums Leben gekommen.
Das Lager diente daneben als Hinrichtungsstätte. Polnische Widerstandskämpfer, Geiseln und angebliche Saboteure aus Oberschlesien wurden dort von einem Standgericht der Gestapo unter Leitung zunächst von Rudolf Mildner, später dann von Johannes Thümmler verhört, verurteilt und hingerichtet. Diese Opfer wurden nicht als Häftlinge registriert, so dass ihre Anzahl nicht aus den Unterlagen von Auschwitz zu ermitteln ist.
Darüber hinaus kam es zu Massentötungen von registrierten Häftlingen, wobei man die verschiedensten Methoden anwandte und erprobte:
- Im November 1940 wurden erstmals 40 polnische politische Häftlinge in einer Kiesgrube nahe dem Lager erschossen.
- Ende Juli 1941 wurden im Rahmen der „Aktion 14f13“ etwa 570 Häftlinge aus Auschwitz in die Tötungsanstalt Pirna-Sonnenstein gebracht und dort mit Kohlenstoffmonoxid vergast.
- Im Juli 1941 wurden mehrere Hundert sowjetische Kriegsgefangene in einer Kiesgrube erschlagen.
- Im August 1941 injizierten Ärzte mehreren Häftlingen Evipan, Äther oder Phenol, um dann ihre tödliche Wirkung vergleichen zu können.
- Am 11. November 1941 wurden 151 Häftlinge an einem eigens eingerichteten „Schussfang“ bei Block 11 durch Genickschüsse hingerichtet.
- Beginnend im August des Jahres 1941[21] und nachfolgend im Herbst des Jahres 1941, wahrscheinlich Anfang September[22], wurden in den Zellen des Kellers von Block 11 etwa 250 selektierte Kranke und 600 sowjetische Politkommissare und Offiziere mit Zyklon B vergast. Laut Aussage von Höß geschah dies auf Initiative des Schutzhaftlagerführers Karl Fritzsch. Die Vergasungen sowjetischer Kriegsgefangener wurden nach den ersten Versuchen noch im Jahre 1941 fortgesetzt. Jedoch benutzte man von nun an den Leichenkeller des Krematoriums, da dieser über eine Entlüftungsanlage verfügte.[23]
- Am 15. Februar 1942 wurden hunderte Juden aus Beuthen in Oberschlesien ins Stammlager deportiert und sofort ermordet. Damit begann der Massenmord an Juden in diesem KZ.[24][25][26]

Die Suche nach Methoden, die für die Vollstrecker dieser Massenmorde psychisch „weniger belastend“ sein sollten, wird oft nicht als zwingender Beweis dafür akzeptiert, dass zu diesem Zeitpunkt der Massenmord an Juden bereits beschlossene Sache war. Auf Grund weiterer Indizien sind die meisten Historiker davon überzeugt, dass der Entschluss zur „Endlösung“ von den verantwortlichen Tätern im Spätsommer oder Herbst des Jahres 1941 gefasst wurde.
Die Massenvernichtung von Juden im KZ Auschwitz II–Birkenau begann vermutlich Ende März oder im Mai 1942. Dazu wurden in einem zu Gaskammern umgebauten Bauernhaus die in einem Zug hierher verschleppten Juden aus Oberschlesien und dem Dąbrowa-Gebiet mit Zyklon B umgebracht und ihre Leichen zunächst in Massengräbern beseitigt.

## Experimente an Häftlingen

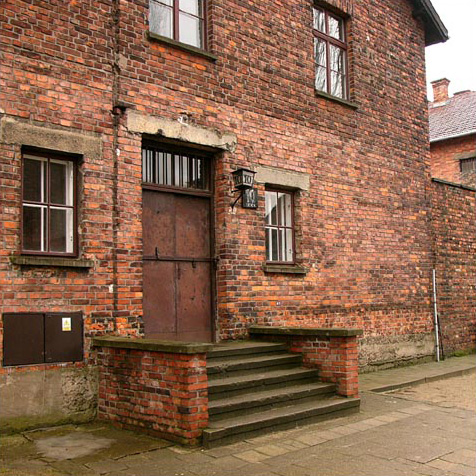
Der Block 10 im Stammlager (2008)

Der SS-Ehrenbrigadeführer und Arzt Carl Clauberg führte Experimente zur Massensterilisation von Frauen aus. Er begann seine Menschenversuche im Dezember 1942 im Frauenlager Auschwitz-Birkenau, wechselte im April 1943 in den Block 10 des Stammlagers und setzte die Experimente im Sommer 1944 in Block 1 des Erweiterungsgeländes vom Stammlager fort. Seine Methode bestand darin, durch chemische Substanzen eine starke Entzündung mit nachfolgender Verstopfung der Eileiter hervorzurufen. Die Versuchsperson wurde im Glauben gelassen, es handele sich um eine gynäkologische Untersuchung. Am 1. Oktober 1943 waren bei ihm 394 „weibliche Häftlinge für Versuchszwecke“ notiert. Einige Versuchspersonen starben entweder an den Versuchen selbst oder an späteren Infektionen. Eine größere Anzahl von Frauen aus diesem Block wurde von Clauberg nach Birkenau geschickt, weil er sie für seine Versuche nicht für geeignet hielt. Von diesen kam eine große Zahl von Frauen in harten Arbeitskommandos ums Leben. Von rund 800 Frauen, die (nicht alle gleichzeitig) zwischen April 1943 und Juni 1944 in Block 10 gefangen waren, überlebten etwas mehr als 300. Zu den überlebenden Frauen gehört unter anderem die deutsche Jüdin Ilse Arndt, die später über ihre Zwangssterilisation durch Clauberg berichtete.
Der SS-Sturmbannführer und SS-Arzt Horst Schumann experimentierte zunächst in Baracke 30 des Frauenlagers in Birkenau mit Röntgenstrahlen, um Frauen unfruchtbar zu machen. Diese Versuche wurden später im Stammlager in Block 10 fortgeführt und erweitert. Schumann sterilisierte außerdem ungefähr 200 jüdische Männer und kastrierte sie später.
Eduard Wirths, vom 1. September 1942 bis zum 18. Januar 1945 SS-Standortarzt, führte im Stammlager pharmazeutische Experimente durch. In Block 10 ließ er Häftlingsärzte Versuche zur Früherkennung von Gebärmutterkrebs durchführen. Weitere sechs Ärzte sind namhaft, die sich an teils tödlichen Erprobungen von neuartigen Medikamenten beteiligten.
Im April 1943 wurde ein Raum des Blocks 10 der Hygiene-Bakteriologischen Untersuchungsstelle der Waffen-SS Südost zugewiesen, die sich mit bakteriologischen, chemischen, pathologisch-anatomischen und anderweitigen Forschungen befassen sollte. Einen Monat später, im Mai 1943, wurde der Sitz der Untersuchungsstelle nach Rajsko bei Auschwitz verlegt. In Block 10 verblieb ein Labor.
SS-Hauptsturmführer Josef Mengele, der Untersuchungen an Zwillingen und Versuche an kleinwüchsigen Menschen vornahm und einige in der Endphase zu Forschungszwecken tötete, war nicht im Stammlager eingesetzt, sondern im Zigeuner-Familienlager tätig.
Erhalten sind Unterlagen, dass die Firma Bayer 150 weibliche Häftlinge für „170 RM je Stück“ anforderte und erhielt. In einem weiteren Schreiben hieß es dann: „Die Experimente sind durchgeführt worden, alle Personen sind gestorben. In Kürze werden wir uns mit Ihnen zwecks weiterer Lieferungen in Verbindung setzen.“

## Einzelne Gebäude
Siehe auch:
- KZ-Baracke (Wohnbaracke, Block)

### Lagergefängnis
Im Block 11 (nach alter Nummerierung bis August 1941 Nr. 13) befand sich ein Lagergefängnis. Im Keller des „Bunkers“ befanden sich vier Stehzellen ohne Lichteinlass, deren Grundfläche kaum einen Quadratmeter maß. Stehbunker war eine Bestrafung für so genannte Lagervergehen: Ein Häftling wurde zum Beispiel zu sieben Nächten Stehbunker verurteilt, weil er in seinem Strohsack eine Häftlingsmütze gegen die Kälte versteckt hatte.
Als Repressalie für die Flucht eines Häftlings aus dem Stammlager suchten Lagerkommandant Rudolf Höß und SS-Hauptsturmführer Karl Fritzsch erstmals am 23. April 1941 zehn Geiseln unter den Häftlingen des Blocks 2 aus und verurteilten sie zum Hungertod im Bunker. Am 29. Juli 1941 opferte sich Pater Maximilian Kolbe, indem er sich für eine der ausgewählten Geiseln austauschen ließ.
Zwischen den Blöcken 11 und 10 befand sich die Schwarze Wand, an der Häftlinge hingerichtet wurden. Sie mussten sich zuvor ausziehen, dann wurden Häftlingsnummer, Namen und Geburtsdatum aufgeschrieben und die SS-Männer schossen ihnen in den Hinterkopf.

### Häftlingskrankenbau
Die Blöcke Nr. 9 (nach alter Nummerierung 11), 19 (14), 20 (15), 21 (18) und 28 (20) bildeten den Häftlingskrankenbau (HKB) des Stammlagers Auschwitz. In der Versuchsstation experimentierten Ärzte mit weiblichen Häftlingen, allesamt Jüdinnen. Zu den bekanntesten dieser Menschenversuche zählten die Erprobung von Sterilisierungsmethoden durch Carl Clauberg und Horst Schumann.
Im „Infektionsblock“ (Nr. 20) wurden in einem so genannten „Behandlungszimmer“ erkrankte und ausgesonderte Häftlinge des Stammlagers und hierher überstellte Häftlinge aus den Nebenlagern durch Phenol-Injektionen ins Herz getötet. Im Keller der HKB-Ambulanz (Block Nr. 28) befand sich die „Leichenhalle“, von der ein eigens dafür gebildetes Häftlingskommando die Toten und Ermordeten des HKB ins Krematorium (siehe unten) zu bringen hatte.

### Lagerbordell
Das Lagerbordell wurde ab Juni 1943 auf Geheiß Himmlers im Block 24a (gegenwärtig Sitz des Museum-Archivs) eingerichtet. Zuvor hatte die SS den Plan verworfen, eine Bordellbaracke (Bauvorhaben 93) hinter dem Block 11 zu errichten. Es eröffnete im Oktober 1943 und sollte privilegierten Funktionshäftlingen zur Belohnung dienen. Den SS-Wachen war der Besuch verboten, sie besuchten ein Bordell in der Stadt Auschwitz. Über 60 deutsche, polnische und ukrainische Frauen selektierte die SS im Frauenlager im KZ Auschwitz II–Birkenau für die beiden Bordellkommandos in Auschwitz I und KZ Auschwitz III–Monowitz. Das Lagerbordell bestand bis wenige Tage vor der Evakuierung von Auschwitz.

### Gaskammer und Krematorium
Ein ehemaliger Munitionsbunker, der etwas abseits lag, wurde zu einem Krematorium umgebaut. Dort wurden auch Exekutionen durch das Gestapo-Standgericht für Oberschlesien durchgeführt. Im Sommer 1941 war eine Lüftungsanlage installiert worden. Räume des Krematoriums wurden zu einer Gaskammer umgebaut, indem man mehrere Einschüttlöcher in die Decke schlug. Dort wurden im Dezember 1941 in einer Aktion 900 sowjetische Kriegsgefangene mit dem Insektizid Zyklon B umgebracht. Nachweisbar ist auch die Vergasung 400 arbeitsunfähiger jüdischer Zwangsarbeiter, die im Februar 1942 aus Oberschlesien dorthin verbracht wurden. Diese erste und einzige Gaskammer im Stammlager wurde nur bis zum Mai 1942 benutzt.

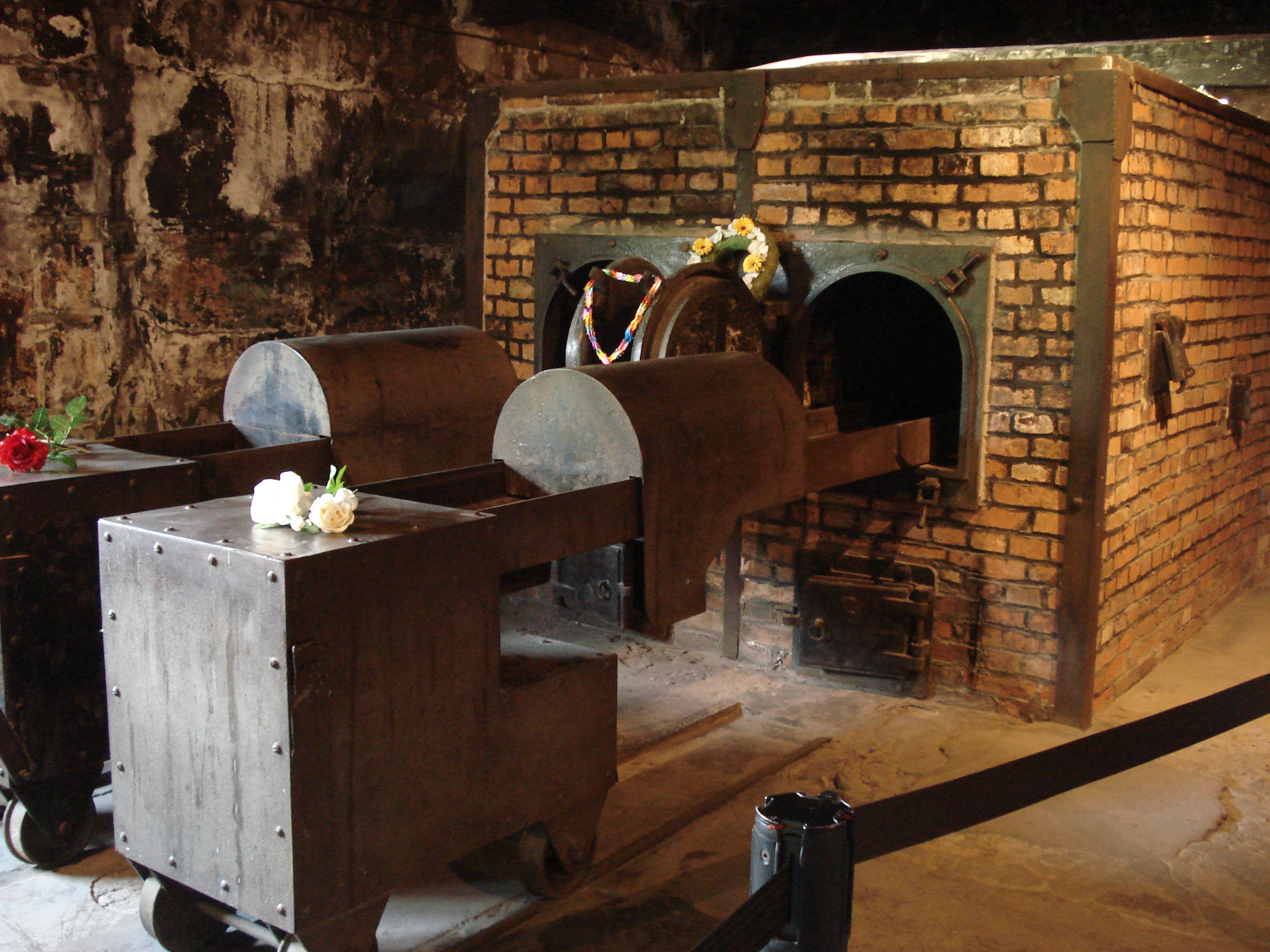
Zwei Verbrennungsöfen im Krematorium (Rekonstruktion)

Das Krematorium selbst war bis Ende Juli 1943 in Betrieb. Seine Kapazität reichte auch nach einer Umrüstung nicht aus. Nach erhaltenen Bauunterlagen für die Erweiterung des Stammlagers vom Juni 1941 und Februar 1942 plante man den Neubau eines größeren Krematoriums in Auschwitz I. Doch die vom Oktober 1941 datierte Bestellung für fünf Dreimuffelöfen bei der Firma J. A. Topf und Söhne wurde im Februar 1942 storniert; die Öfen wurden für das Krematorium II in Auschwitz-Birkenau benötigt. Das „Alte Krematorium“ (Krem. I) wurde in einen Luftschutzbunker für die SS-Wachmannschaften umgebaut. Dabei wurden die Öffnungen für das Einschütten von Zyklon B mit Beton verschlossen.
Nach dem Krieg machten die polnischen Behörden diese Umbauten rückgängig, um ein museales Anschauungsobjekt zu schaffen. Tatsächlich sind also die heute gezeigten Einfüllstutzen erst nach 1945 entstanden. Aus dieser Tatsache ziehen Holocaust-Leugner eines ihrer beliebtesten Argumente. Nach Zeugnis des damals beim Rückbau beteiligten Polen Adam Zlobnicki waren die nachträglich zubetonierten Öffnungen deutlich erkennbar. Fotos aus der Zeit vor der Rekonstruktion belegen diese Aussage.
Man vermutet, dass im Krematorium des Stammlagers insgesamt bis zu 36.000 Tote eingeäschert wurden. Die Anzahl der an diesem Ort vergasten Opfer ist nur ein geringer Bruchteil davon.

## Räumung und Befreiung
Zwischen dem 17. Januar und dem 23. Januar 1945 wurden ungefähr 60.000 Häftlinge aus den Auschwitz-Lagern von der SS-Wachmannschaft „evakuiert“. Sie wurden auf Teilstrecken in offenen Güterwaggons transportiert und über weite Strecken in Todesmärschen nach Westen getrieben. Entkräftete Häftlinge, die nicht in der Marschkolonne Schritt halten konnten, wurden direkt am Weg erschossen. Wahrscheinlich haben 9000 bis 15.000 Menschen die „Lagerauflösung“ nicht überlebt.
In den Hauptlagern und Nebenlagern blieben etwa 7500 Häftlinge zurück, die zu schwach oder zu krank zum Laufen waren. In mehreren Außenstellen hatte die SS vor dem Abrücken etwa 300 entkräftete Häftlinge erschossen. Manche Forscher nehmen an, dass eine Vernichtungsaktion für die zurückgelassenen Gefangenen geplant war, die nur durch das rasche Vorrücken der Roten Armee verhindert wurde.
Zuerst wurde das Lager Auschwitz III–Monowitz am Vormittag des 27. Januar 1945 von den Einheiten der 60. Armee der 1. Ukrainischen Front befreit. Bei der folgenden Befreiung des Stammlagers verloren 232 sowjetische Soldaten im Kampf mit sich zurückziehenden Deutschen ihr Leben. Im Stammlager, das gegen 15 Uhr des 27. Januar erreicht wurde, fanden die Befreier rund 1200 kranke Häftlinge vor; in Auschwitz-Birkenau waren 5800 Gefangene zurückgeblieben. Trotz aller ärztlicher Bemühung verstarben noch viele dieser befreiten Häftlinge in den folgenden Tagen.

## SS-Lagerpersonal
Lagerkommandanten des Stammlagers waren
- Rudolf Höß (Lagerkommandant von April 1940 bis November 1943, als Standortältester und Koordinator der „Ungarn-Aktion“ von Mai bis Juli 1944 erneut in Auschwitz)
- Arthur Liebehenschel (Lagerkommandant von November 1943 bis Mai 1944)
- Richard Baer (Lagerkommandant ab Mai 1944)

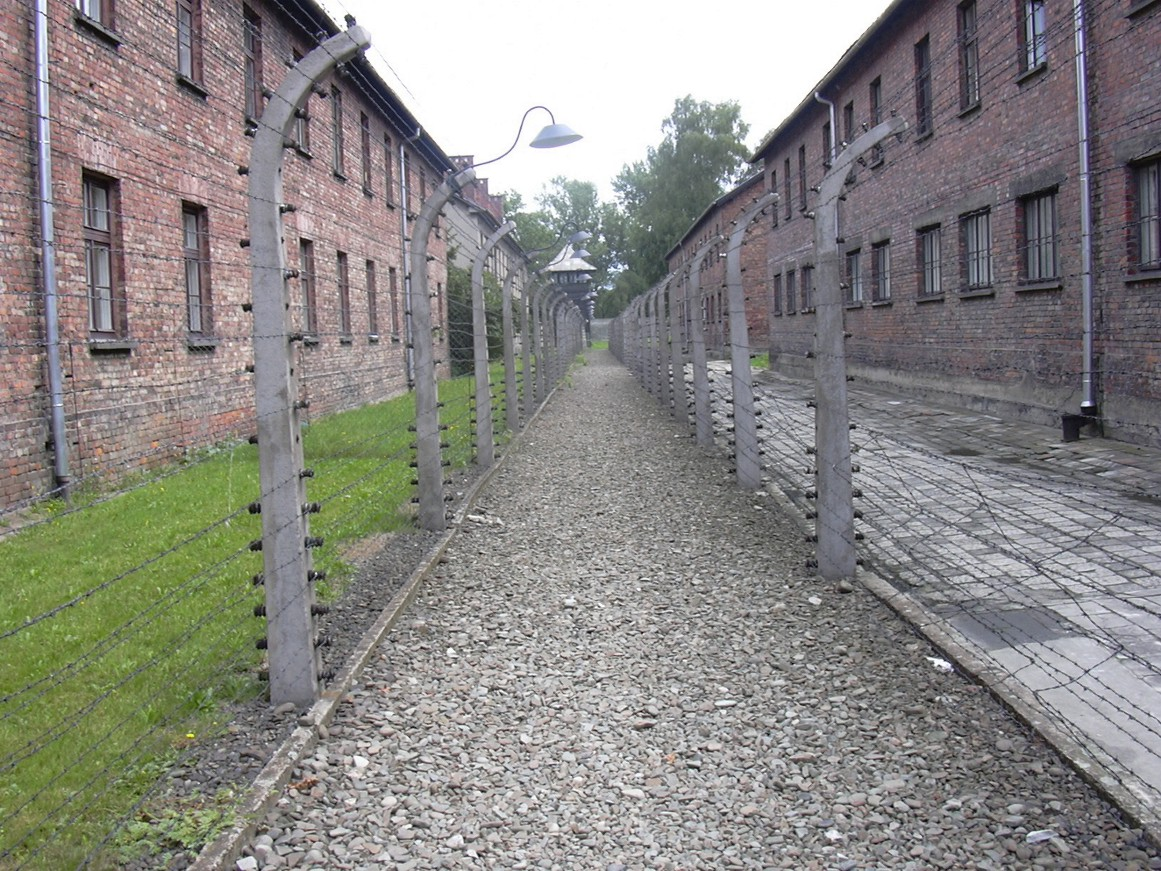
KZ Auschwitz I (Stammlager). Foto aus dem Jahr 2001

Auch die Verantwortung für die Verwaltung von Auschwitz II und III lag in der Regel beim jeweiligen Kommandanten des Stammlagers. Nur im Zeitraum von November 1943 bis November 1944 hatte Auschwitz-Birkenau mit Friedrich Hartjenstein und Josef Kramer eigene Lagerkommandanten. In Auschwitz-Monowitz wurde Heinrich Schwarz ab November 1943 als Lagerkommandant eingesetzt. Einige Verwaltungseinrichtungen, insbesondere die Politische Abteilung (die Gestapo-Abteilung des Lagers) mit Karteiführung und Standesamt, blieben stets im Stammlager konzentriert.
- Siehe auch zu diesen Auschwitzprozessen: Artikel zum Krakauer Auschwitzprozess und den sechs Frankfurter Auschwitzprozessen.

## Funktionshäftlinge
Die Lagerführung übertrug zur eigenen Arbeitserleichterung einige untergeordnete Kontroll- und Verwaltungsaufgaben an so genannte Funktionshäftlinge. Es gab Lagerälteste, denen de facto ein Vorschlagsrecht bei der Auswahl weiterer Funktionshäftlinge zugestanden wurde. Den jeweiligen SS-Blockführern waren Häftlinge als Blockälteste, Stubenälteste und Stubendienste unterstellt. In den Arbeitskommandos gab es Kapos und Vorarbeiter. In der Verwaltung wurden Häftlinge in der Schreibstube für Häftlingsangelegenheiten eingesetzt.
Die Funktionshäftlinge waren durch Armbinden kenntlich und genossen Vorteile, standen aber immer unter dem Druck, ihr Amt zu verlieren, wenn eine Anordnung missachtet oder eine Arbeitsleistung nicht erreicht wurde. Bis zu 5 % aller Häftlinge waren mit – meist geringfügigen – Funktionen beauftragt. Ihre Überlebenschancen waren deutlich höher, weil sie nicht bei Wind und Wetter kräftezehrende Schwerstarbeit leisten mussten. In der von der SS eingerichteten „Lagerselbstverwaltung“ waren jüdische Häftlinge nur selten mit Funktionsaufgaben beauftragt; Juden hatten in der Lagerhierarchie den tiefsten Rang inne. Oft waren deutsche Kriminelle als Kapos eingesetzt, die ihre erschöpften Mithäftlinge durch Terror und Misshandlungen antrieben. Insbesondere aus politischen Gründen inhaftierte Funktionshäftlinge nutzten ihre Position jedoch zur Unterstützung von Mithäftlingen, wie die Angehörigen der Kampfgruppe Auschwitz.
Unter Arthur Liebehenschel, der ab November 1943 für wenige Monate als neuer Lagerkommandant eingesetzt war, wurden viele Funktionsstellen mit politischen Gefangenen besetzt, außerdem wurden der Strafarrest und das Spitzelwesen abgeschafft, so dass sich die Haftbedingungen für die kurze Dauer seiner Dienstzeit spürbar verbesserten.

## Fluchten und Fluchtversuche
- Siehe im Hauptartikel zum KZ Auschwitz

## Auschwitz als Gedenkort

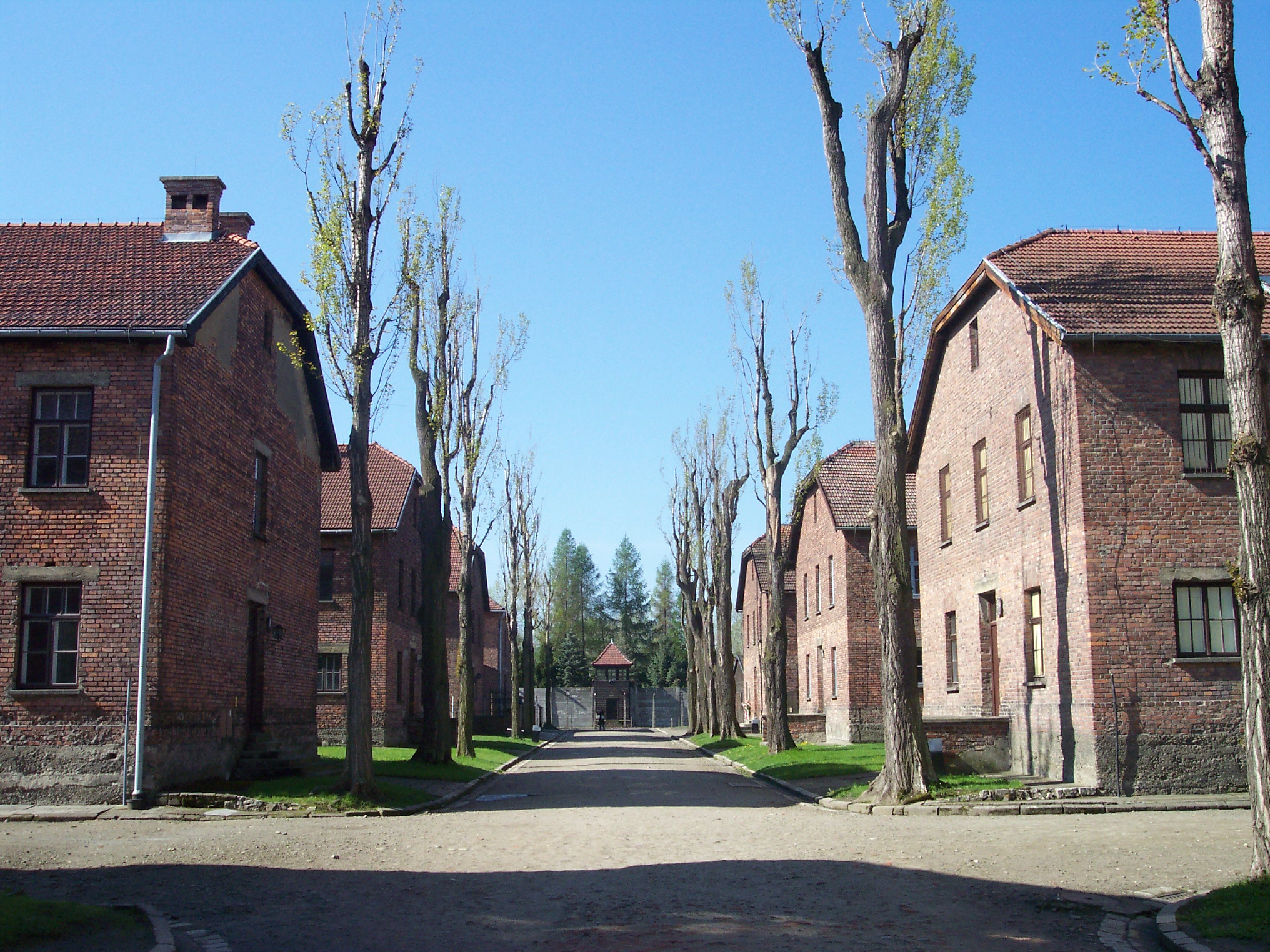
Blick auf einige Blocks im Stammlager Auschwitz

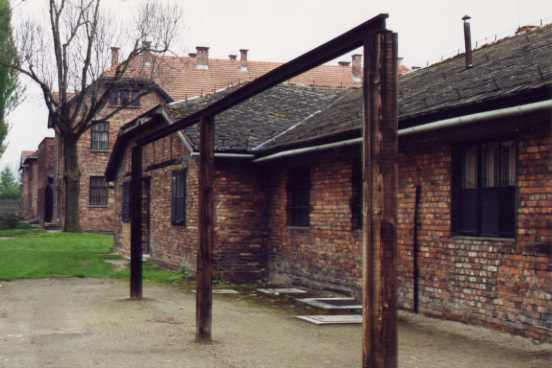
Küchengebäude und Sammelgalgen im Stammlager

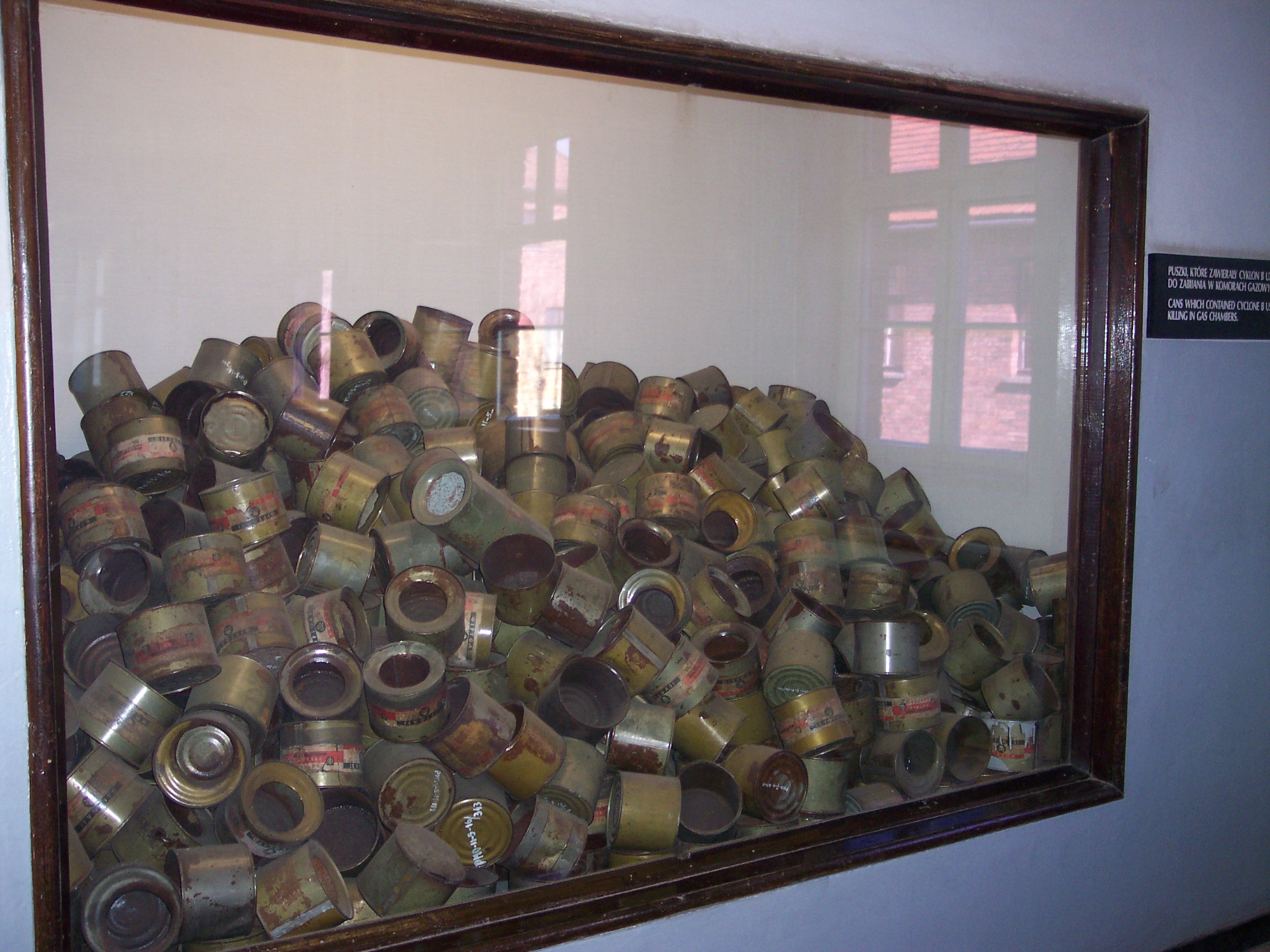
Geleerte Zyklon B-Dosen

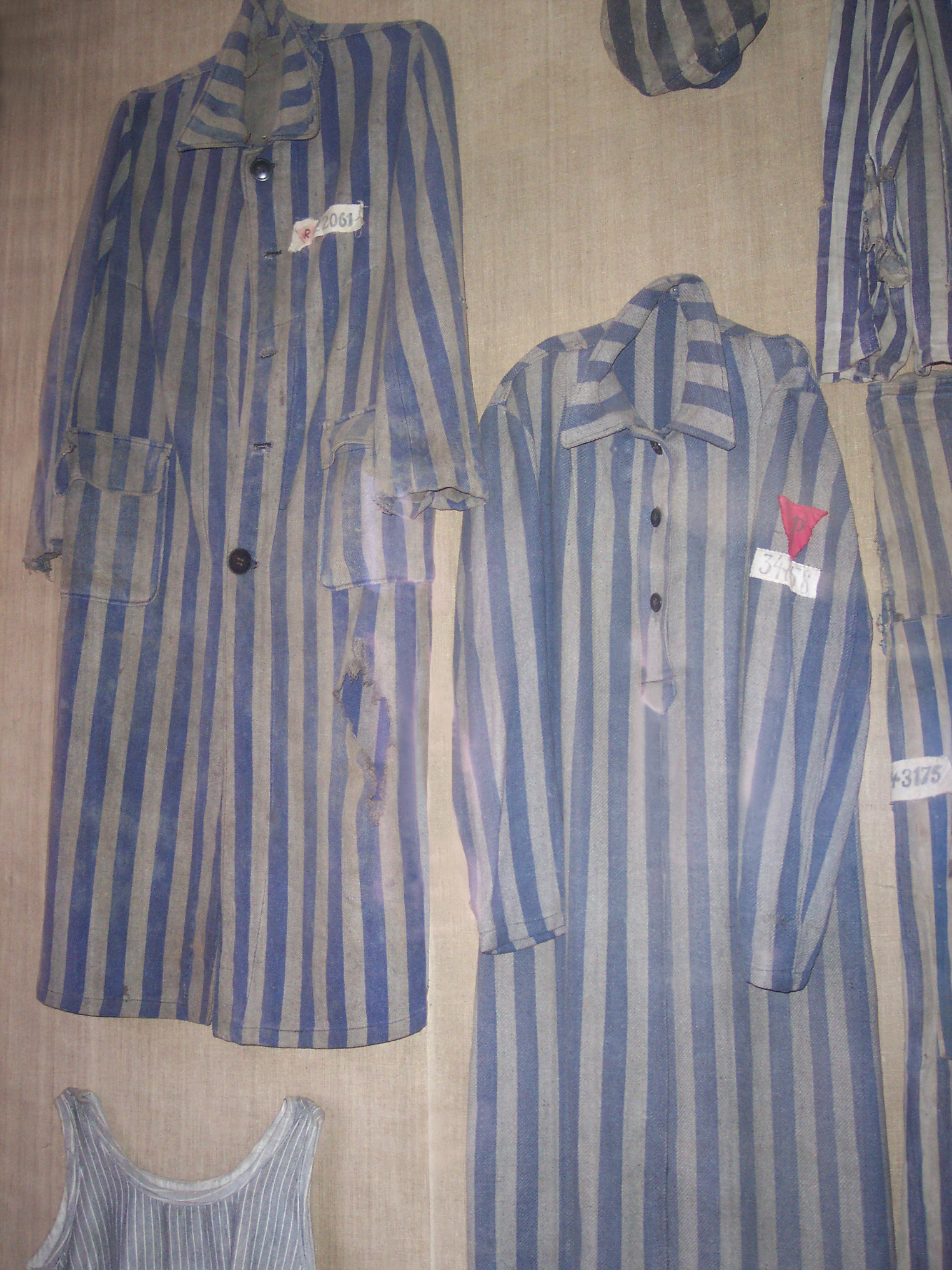
KZ-Häftlingskleidung

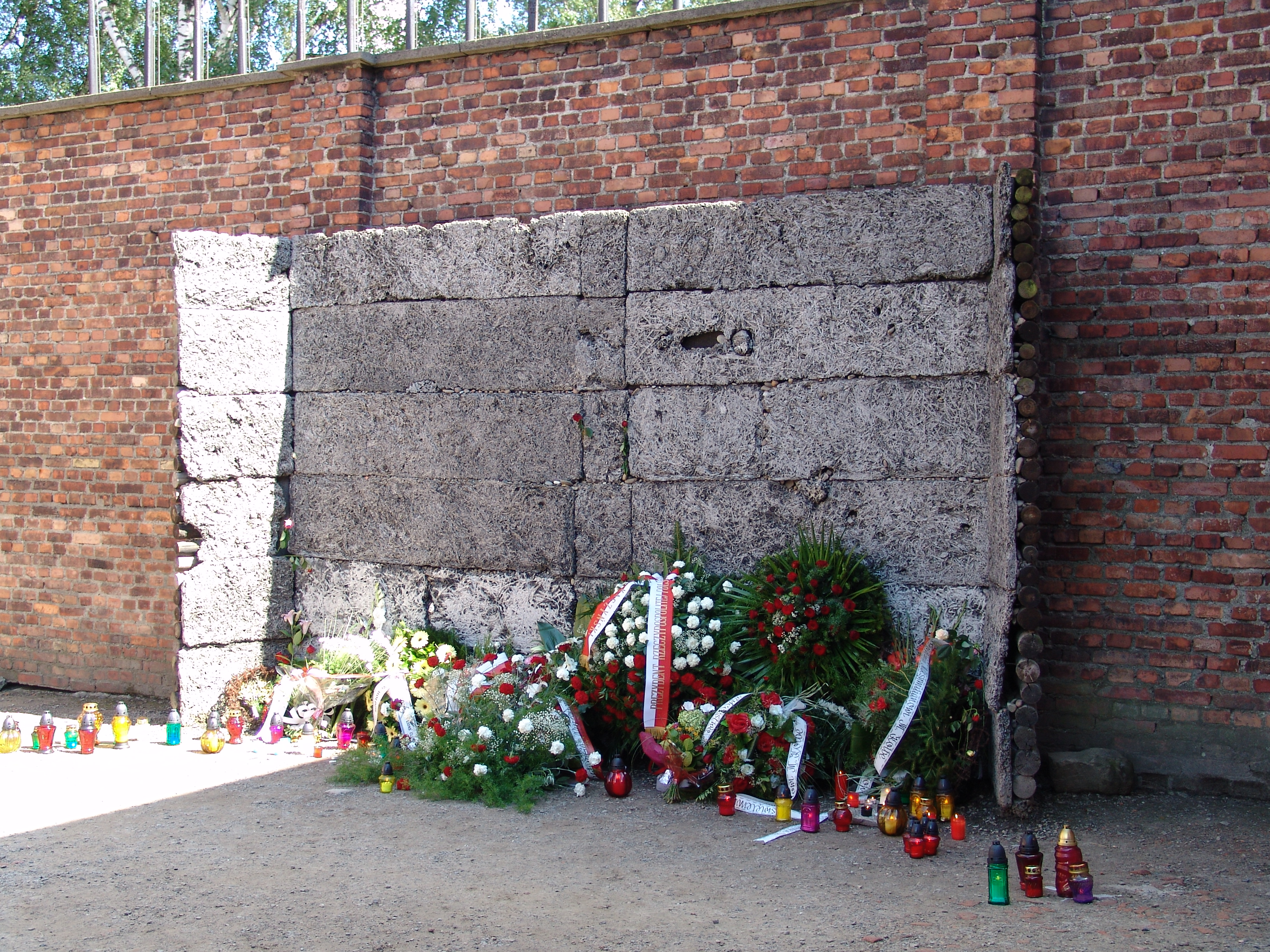
Gedenkstelle „Todeswand“ im Hof zwischen Block 10 und Block 11

In der Stadt Oświęcim befindet sich das 1947 auf Beschluss des polnischen Parlaments gegründete Staatliche Museum Auschwitz-Birkenau. Es ist seit 1979 in die Liste des Weltkultur- und Naturerbes der Menschheit, unter dem 2007 geänderten Namen „Auschwitz-Birkenau – deutsches nationalsozialistisches Konzentrations- und Vernichtungslager“ eingetragen. Der Gedenkort zählt jährlich 700.000 Besucher. Vor Ort befinden sich weitere Begegnungsstätten zum Gedenken an die Opfer.
Als der Lagerkomplex von Auschwitz nach dem Krieg zu einer Gedenkstätte und einem Museum umgewidmet wurde, beschränkte man sich auf das Kerngebiet des Stammlagers, wie es vor 1942 bestanden hatte. Große Teile des Geländes mit nationalsozialistischen Steinbauten wurden ausgegrenzt und vom polnischen Militär in anderer Form genutzt. Das Häftlingsaufnahmegebäude wurde zum Empfangszentrum umgebaut, wodurch seine ursprüngliche Funktion heute unkenntlich ist. Das erste Krematorium im Stammlager mit Öfen und Gaskammer wurde rekonstruiert. Dem Besucher wird nicht eindeutig genug vermittelt, dass die eigentliche Stätte des Völkermords drei Kilometer entfernt in Auschwitz-Birkenau liegt. Bis 1991 gab eine Tafel an der Rampe in Birkenau die Zahl der in Auschwitz Ermordeten mit 4 Millionen an, obgleich diese unmittelbar nach Kriegsende erfolgte sowjetische Schätzung längst von Historikern widerlegt und als um ein Mehrfaches überhöht bezeichnet worden war. Holocaustleugner nutzten solche vermeidbaren Unstimmigkeiten für ihre Argumentation aus.
Im Gründungsstatut für das Staatliche Museum Auschwitz-Birkenau wurde 1947 festgelegt, dass der Ort der Erinnerung „an das Märtyertum des polnischen Volkes und anderer Völker in Oświęcim“ dienen solle. Für die polnische Geschichte ist das Stammlager von herausragender symbolischer Bedeutung, denn hier wurden bereits in der Anfangsphase des KZ nationalbewusste Polen als Geiseln und Widerstandskämpfer an der „Schwarzen Wand“ erschossen. Hier erduldeten vorbildhafte Männer wie Maximilian Kolbe im Todesblock den Opfertod. Die offizielle Flagge zeigt symbolhaft das rote Dreieck, die Kennzeichnung des (nichtjüdischen) politischen Häftlings. Der Holocaust / die Shoa als Tragödie des jüdischen Volkes, die mit dem Lagerteil Auschwitz-Birkenau verknüpft ist, wird durch Ausstellungsstücke in Block 4 und Block 5 repräsentiert.
Das Internationale Auschwitzkomitee wurde 1952 von Überlebenden des Konzentrations- und Vernichtungslagers gegründet. Es dient einerseits als Interessenvertretung seiner Mitglieder, dann aber auch zur Koordinierung der Tätigkeiten nationaler Auschwitz-Komitees (z. B. Frankreich, Polen, DDR), bzw. Häftlingsvereinigungen und es fördert das Gedenken an die Deportationen und die Shoa in den betroffenen Ländern und weltweit.
Als „unrechtmäßige Aneignung“ empfanden jüdische Überlebende die Bemerkung des polnischstämmigen katholischen Papstes Johannes Paul II., der als Christ beim Besuch am 7. Juni 1979 von „sechs Millionen polnischer Opfer des Völkermordes“ sprach. Irritationen, Proteste und handgreifliche Auseinandersetzungen gab es nach der Gründung eines Klosters in unmittelbarer Nachbarschaft des Lagers, bis die Karmelitinnen 1993 ihr Kloster in weiterem Abstand neu errichteten. Erhebliche Auseinandersetzungen gab es vor der 1987 erfolgten Seligsprechung der Karmelitin Teresia Benedicta vom Kreuz, die 1998 heiliggesprochen wurde. Sie war 1922 vom Judentum zum Christentum konvertiert und 1942 in Auschwitz-Birkenau ermordet worden. Christen setzten ihr dort ein Kreuz; jüdische Besucher fühlten sich provoziert und stellten einen Davidstern auf. Der Streit uferte aus und offenbarte Spannungen zwischen katholischen Christen und Juden.
Im Herbst 1989 wurde eine Kommission berufen, die eine Umwandlung der Gedenkstätten mit einer für alle Opfergruppen annehmbaren Lösung finden sollte. Einer der Vorschläge läuft auf eine Trennung der Gedenkstätten hinaus. Auschwitz I würde als zentraler Ort für Polen und christliche Verfolgte dienen; Auschwitz II sollte würdige Erinnerungsstätte des Holocaust werden. Eine derartige Kompromisslösung, die Empfindlichkeiten berücksichtigen würde, ist bislang nicht umgesetzt worden.
Ein Großteil der Räumlichkeiten der „Gedenkstätte und Museum des Staates Polen“, insbesondere der musealen Ausstellung befindet sich auf dem Gebiet des ehemaligen Stammlagers.
Das Staatliche Museum Auschwitz-Birkenau (polnisch: Państwowe Muzeum Auschwitz-Birkenau) ist zuerst eine Gedenkstätte und umfasst als solche die Überreste der beiden Konzentrationslager KZ Auschwitz I und KZ Auschwitz-Birkenau (auch: KZ Auschwitz II). Erinnert wird an die Massenmorde während der deutschen Besatzung im Zweiten Weltkrieg. Diese Institution ist zugleich Begegnungsort, Auskunftsstelle, Archiv, und Forschungsinstitut.
Der 27. Januar, der Tag der Befreiung des KZ Auschwitz, ist seit 1996 in Deutschland offizieller Gedenktag für die Opfer des Nationalsozialismus. Der Gedenktag wird außer in Deutschland unter anderem auch in Israel, Großbritannien und Italien offiziell als staatlicher Gedenktag begangen.

## Rechtliche Aufarbeitung

### Nachkriegsprozesse
- Die insgesamt 13 Nürnberger Prozesse vor dem Internationalen Militärgerichtshof von November 1945 bis 1948
- Gegen den ehemaligen SS-Kommandanten Rudolf Höß fand der Höß-Prozess vom 11. bis 29. März 1947 in Warschau, Polen, statt. Er endete mit einem Todesurteil. Höß wurde zwei Wochen später auf dem Gelände des ehemaligen KZ Auschwitz I durch den Strang hingerichtet.
- Krakauer Auschwitzprozess gegen 40 frühere Wächter, 1947. Er endete in der Hauptsache mit 23 Todesurteilen.
- Auschwitzprozesse des Volksgerichts Wien (1945–1955)
- Vorerhebungen der Staatsanwaltschaft Wien in den ausgehenden fünfziger Jahren, die ohne Anklageerhebung eingestellt wurden.[37]
- Sechs deutsche Frankfurter Auschwitzprozesse (Der 1. Prozess 1963/1965 und 1965/1966 folgte der 2. Frankfurter Auschwitzprozess sowie 4 Nachfolgeprozesse in den 1970er-Jahren)
- Ein Verfahren[38] vor einem Gericht in Österreich gab es 1972, bei dem in Wien zwei Architekten, die in der Bauleitung des KZ Auschwitz-Birkenau tätig gewesen waren, von der Anklage der vorsätzlichen Tötung gemäß §§ 134 und 135 des damaligen österreichischen Strafgesetzbuchs (von 1852) freigesprochen wurden.

### An anderen Orten verurteilte Wächter oder Täter
- Carl Clauberg, Adolf Eichmann, Irma Grese, Friedrich Hartjenstein, Josef Kramer, Heinrich Schwarz
- An den Ermittlungen in Deutschland beteiligt: Zentrale Stelle der Landesjustizverwaltungen zur Aufklärung nationalsozialistischer Verbrechen (in Ludwigsburg)

### Deutsche Ermittlungen 2014
Am 19. Februar 2014 kam es um Punkt neun Uhr zu Durchsuchungen der Wohnungen bzw. Häuser von 30 ehemaligen SS-Angehörigen aus dem KZ Auschwitz durch die Landeskriminalämter von Bayern, Hessen, Nordrhein-Westfalen und Baden-Württemberg. Dabei handelte es sich um 24 Männer und sechs Frauen, welche in untersten Diensträngen vom SS-Sturmmann bis SS-Rottenführer im KZ als Wachpersonal, Buchhalter, Sanitäter und Fernschreiberin dienten. Diese ehemaligen Mitarbeiter der KZ-Mannschaft im Alter von 88 bis 99 Jahren waren von der Zentralen Stelle der Landesjustizverwaltungen zur Aufklärung nationalsozialistischer Verbrechen (ZSt) identifiziert worden. Drei dieser Personen wurden vorübergehend festgenommen. Im August 2014 liefen nur noch gegen acht Personen ernsthafte Ermittlungsverfahren. Die anderen Verfahren wurden eingestellt, weil die Verdächtigen starben bzw. verhandlungsunfähig waren. In einem Fall stellte sich heraus, dass der Verdächtige nicht zur KZ-Mannschaft gehörte. Ein anderer war bereits in Polen verurteilt worden. Von 6.500 SS-Leuten, welche in Auschwitz arbeiteten, wurden in der Bundesrepublik nur 29 und in der DDR nur 20 verurteilt. Dieses Versagen der deutschen Justiz wird inzwischen von Beobachtern als zweite Schuld Deutschlands bezeichnet. Über die Gründe des Scheiterns der juristischen Aufarbeitung schreibt Der Spiegel u. a. „Der Massenmord von Auschwitz war vielen Deutschen vor 1945 egal – danach auch.“ Es hätten sich schlicht keine Juristen gefunden, welche die Täter überführen und bestrafen wollten.
Am 21. April 2015 begann vor dem Landgericht Lüneburg ein Gerichtsverfahren gegen den ehemaligen SS-Angehörigen Oskar Gröning wegen Beihilfe zum Mord in 300.000 Fällen gegen ihn. Am 15. Juli 2015 wurde er zu vier Jahren Haft verurteilt. Gegen das Urteil legten Nebenkläger und Verteidigung Revision ein. Am 20. September 2016 bestätigte der Bundesgerichtshof das Urteil. Das Bundesverfassungsgericht entschied am 21. Dezember 2017, Grönings hohes Alter stehe einer Verbüßung der Strafe nicht entgegen. Ein von Gröning daraufhin eingereichtes Gnadengesuch nach der Niedersächsischen Gnadenordnung wurde abgelehnt. Im Februar 2018 richtete Gröning ein zweites Gnadengesuch an das niedersächsische Justizministerium. Noch vor der Entscheidung der Justizministerin verstarb Gröning am 9. März 2018, ohne die Strafe angetreten zu haben.

## Dokumentarfilme
- Auschwitz – Das Projekt (Frankreich, 2017, 57 Min, Regie E. Weiss, deutsche und frz. Fassungen) – ein Überblick über den räumlichen Ausbau der KZ-Auschwitz-Bauten von 1940 bis 1945 (das Netz von Konzentrationslagern und Zwangsarbeits-Stätten in Industrie und Landwirtschaft, die SS-Musterstadt) in der besetzten Region westlich von Krakau mittels Luftbildaufnahmen in der Gegenwart.
- Shoah, 1985, Regie: Claude Lanzmann